# Маккаллистер, Лон
Лон Маккаллистер (англ. Lon McCallister; 17 апреля 1923[…], Лос-Анджелес, Калифорния — 11 июня 2005[…], Саут-Лейк-Тахо, Калифорния) — американский актёр кино и телевидения, начавший сниматься в 13 лет.

## Биография
Герберт Алонцо «Лон» Маккаллистер-младший родился 17 апреля 1923 года в Лос-Анджелесе (штат Калифорния, США). Его отец был брокером по недвижимости. В семье ещё были младший брат Линн и младшая сестра Кэтлин. Лон учился в «Профессиональной школе Маркена», которая готовила детей к карьерам в шоу-бизнесе. Начал сниматься с 13 лет, однако в первых двух десятках своих фильмов появился в эпизодических ролях без указания в титрах. Подросток приглянулся известному режиссёру Джорджу Кьюкору, который приглашал его сниматься к себе чаще, чем другие режиссёры, они стали друзьями.
В 1944—1947 годах служил в армии. Вернувшись, Лон снова стал сниматься, однако интерес к нему у продюсеров уже угас. Снявшись в нескольких фильмах и сериалах, в 1953 году бросил актёрское ремесло и стал, как отец, заниматься недвижимостью, и неплохо преуспел в этом деле.
За 17 лет (1936—1953) Маккаллистер снялся примерно в 45 фильмах и сериалах, причём в 26 случаях без указания в титрах. В 1961 и 1963 годах сыграл по небольшой роли в двух эпизодах двух телесериалов, и на этом его актёрская карьера была окончена. Амплуа — «кроткие, тихие, благородные, добрые, нежные, мальчикоподобные сельские юноши». Как в некрологе написала The Independent, «Лон был простодушно привлекателен, и это сделало его любимцем семейной аудитории. Но в конечном счёте его неизменная мальчишеская внешность и низкий рост стали помехой для более зрелых ролей… Он был самым прелестным мальчиком в кино, вытащенным из безвестности, со времён Микки Руни».
Лон Маккаллистер скончался 11 июня 2005 года в городе Саут-Лейк-Тахо (штат Калифорния) от сердечной недостаточности.

### Личная жизнь
Лон Маккаллистер был геем. Долгое время его партнёром был актёр Уильям Эйт (1918—1957), в 38 лет он скончался от гепатита. О дальнейшей личной жизни Лона ничего не известно.

## Избранная фильмография
| - 1943 — Солдатский клуб / Stage Door Canteen — Калифорния Джек Гилман - 1944 — Дом в Индиане / Home in Indiana — «Спарки» Торнтон - 1944 — Крылатая победа / Winged Victory — Фрэнсис Уильям «Фрэнки» Дэвис - 1947 — Красный дом / The Red House — Нэт Сторм - 1948 — Скудда-у! Скудда-эй! / Scudda Hoo! Scudda Hay! — Дэниэл «Снаг» Домини - 1949 — Большая кошка / The Big Cat — Дэнни Тёрнер - 1949 — История Фаворита / The Story of Seabiscuit — Тед Ноулз - 1950 — Видео-театр «Люкс» / Lux Video Theatre — Эд Браун (в эпизоде Down Bayou DuBac) - 1951 — Сказки завтрашнего дня / Tales of Tomorrow — Гордон Кент (в 3 эпизодах) - 1953 — Театр звёзд Шлица / Schlitz Playhouse of Stars — Джеффрис (в эпизоде Operation Riviera) - 1961 — Мятежник / The Rebel — Коли Уилкс (в эпизоде The Hostage) | - 1937 — Души в море / Souls at Sea — мальчик в рубке - 1937 — Загадай желание / Make a Wish — мальчик в летнем лагере - 1938 — Приключения Тома Сойера / The Adventures of Tom Sawyer — школьник - 1938 — Тот самый возраст / That Certain Age — Билли - 1939 — Дети в доспехах / Babes in Arms — мальчик - 1939 — Первая любовь / First Love — школьник - 1939 — Джо и Этель Тарп звонят президенту / Joe and Ethel Turp Call on the President — Джонни - 1942 — Всегда в моём сердце / Always in My Heart — мальчик - 1942 — Янки Дудл Денди / Yankee Doodle Dandy — «мальчик по вызову» - 1942 — Ночь в Новом Орлеане / Night in New Orleans — мальчик в машине - 1942 — Джентльмен Джим / Gentleman Jim — свадебный паж - 1942 — Тихо, пожалуйста: убийство / Quiet Please, Murder — Фредди, работник книгохранилища - 1943 — Трудный путь / The Hard Way — «мальчик по вызову» - 1943 — Злейший человек в мире / The Meanest Man in the World — коридорный |